# 竹下本店
株式会社竹下本店（たけしたほんてん）は、島根県雲南市掛合町掛合にあった酒造会社。第74代内閣総理大臣、竹下登の実家として知られ、かけや酒蔵資料館、竹下登記念館を併設している。
2022年10月31日に日本酒の国内販売を終了、田部グループへ酒造事業を譲渡し新会社株式会社田部竹下酒造が醸造を開始した。竹下家は経営から退き銘柄も一新される。

## 概要
創業は幕末期の1866年（慶応2年）。竹下家はこの地域の庄屋を務め、山林大地主の田部家から酒造の権利を譲り受け、醸造を始めた。屋号は「宮中屋」と称し、銘酒「出雲大衆」を醸造発売する。
現在の酒蔵群は1897年（明治30年）に建造された。竹下儀造は島根県多額納税者に名を連ねた。
2003年に醸造を休止し他社に醸造を委託し桶買いに切替え、使用されなくなった酒蔵を雲南市に寄贈。2005年から「かけや酒蔵資料館」として公開。
2006年に生家に隣接し竹下登記念館を建設。
2015年から地元有志による会員制地酒造り団体により醸造を再開。
2022年後継者不在のため、田部竹下酒造に酒造事業を譲渡。
2023年4月28日、株主総会により竹下本店は解散し残務処理を行っていたが、同年10月16日に松江地方裁判所から特別清算開始命令を受けた。負債は2021年9月期末時点で約1億1700万円。

## 沿革
- 1866年（慶応2年） - 竹下家の6代目理八が、日本酒の醸造業を始める[注 1]。
- 1955年（昭和30年） - 竹下酒造有限会社に組織変更。
- 1976年（昭和51年） - 竹下三郎が社長就任[11]。
- 1979年（昭和54年） - 株式会社竹下本店に組織変更[11]。
- 2022年（令和4年）6月 - 田部グループが事業継承のため新会社・株式会社田部竹下酒造を設立。
  - 10月31日 - 竹下本店が出雲誉の販売を終了、田部竹下酒造に酒造事業を譲渡。
- 2023年（令和5年）4月28日 - 竹下本店を解散。

## 竹下本店時代の銘柄
- 出雲誉 - 1975年出雲大衆から改名、登の孫DAIGOの写真ラベルもある。
- 我が道を行く - ラベルは登の揮毫で書かれ、関連商品にDAIGOの姉である漫画家の影木栄貴が描いた祖父・登の似顔絵入りラベルもある。
- 都の西北 - 第11代から14代当主4人の母校早稲田大学の校歌の一節より命名。
- 出雲大衆 - 大正時代から使われていた銘柄を復刻。

### かけや酒蔵資料館
併設の酒造資料館、古い酒造りの道具等を展示し、酒の試飲・販売も行っている。
- 釜場
- 仕込蔵
- かつて使われていた道具
- 島根県内全蔵元の瓶、既に廃業し現存しない銘柄もかなりある。

## 竹下登記念館
総理大臣在任中の名刺やパスポート、愛用の眼鏡などを展示。「平成」の奉書紙の複写物を展示、原本が竹下家に保存されていたが、のちに国立公文書館に寄贈された。